# Sukamarga (Pesisir Utara)
Sukamarga is een bestuurslaag in het regentschap Lampung Barat van de provincie Lampung, Indonesië. Sukamarga telt 28 inwoners (volkstelling 2010).